# Jean-Lin Journé
Jean-Lin Journé, né le 5 octobre 1957 à Casablanca et mort le 7 avril 2016 à Villejuif, est un mathématicien français, spécialiste d'analyse harmonique.

## Biographie
Journé a fait ses études à l'École normale supérieure de Paris entre 1976 et 1981, et a passé sa thèse sous la direction d'Yves Meyer. Il est devenu ensuite coopérant à l’Université Washington de Saint-Louis, allocataire à l’École polytechnique, chercheur au CNRS à Strasbourg, puis professeur de 1985 à 1989 à l’Université de Princeton et, depuis 1989, professeur à l’Université Pierre-et-Marie-Curie. 
Il a reçu en 1987 le prix Salem, conjointement avec Guy David, pour leurs travaux sur la théorie des intégrales singulières (en), dite théorie de Calderón-Zygmund. Il a donné le cours Peccot du Collège de France en 1988. 
Ses travaux sur les ondelettes et les bases de Wilson, et le théorème de David-Journé (en), ont été récemment à la base de l'algorithme utilisé dans la mise en évidence des ondes gravitationnelles.

## Publications
- Conjugaison d'opérateurs pseudo-différentiels par des changements de variable préservant BMO (bounded mean oscillation), 1981.
- Calderón-Zygmund operators, pseudo-differential operators, and the Cauchy integral of Calderón, Lecture notes in mathematics, Springer, 1983.
- A boundedness criterion for generalized Calderón-Zygmund operators, avec Guy David, Annals of mathematics, 1984.
- Opérateurs de Calderón-Zygmund, fonctions para-accrétives et interpolation, avec Guy David et Stephen Semmes (en), Rev. Mat. Iberoamericana, 1985.
- Continuité L2 d'opérateurs d'intégrale singulière en calcul stochastique non commutatif, thèse de doctorat sous la direction d'Yves Meyer, 1985.